# فرماندهی ۱۳ عملیات ویژه
فرماندهی ۱۳ عملیات ویژه (یونانی: 13η Διοίκηση Ειδικών Επιχειρήσεων «ΙΕΡΟΣ ΛΟΧΟΣ» , ۱۳ ΔΕΕ) یگان نیروهای ویژه زیرمجموعه ارتش یونان است، که در سال ۱۹۱۳ تأسیس شد.